# Utricularia gibba
Utricularia gibba es una especie de planta carnívora de tamaño pequeño, planta acuática, que pertenece a la familia Lentibulariaceae. 

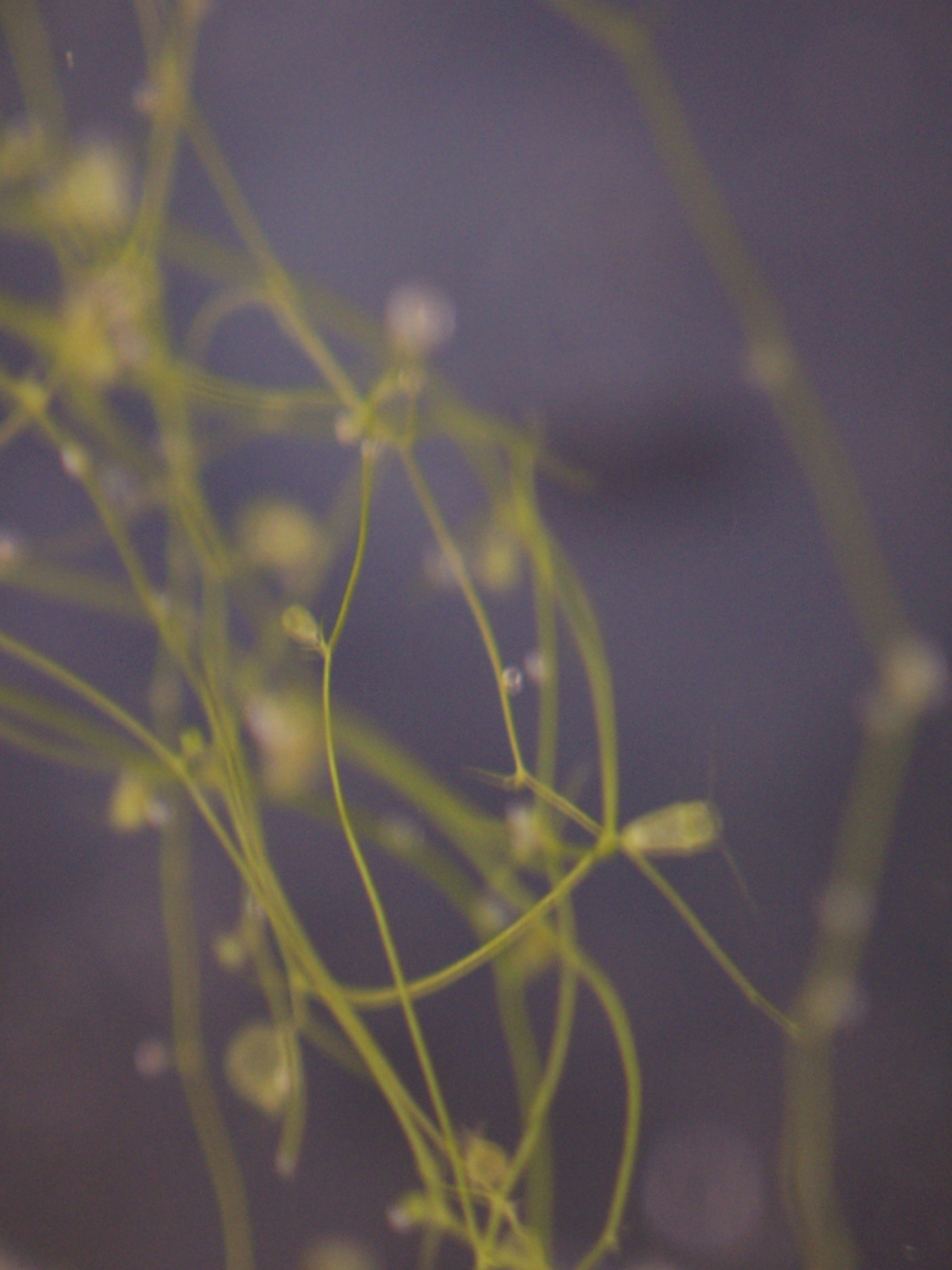
En su hábitat

## Descripción
Es una planta anual o perennifolia, acuática. Tiene hojas divididas, de hasta 15 mm de largo, con trampas laterales en los segmentos. Las inflorescencias en racimos de 1–20 cm de largo, pedicelos de 2–30 mm de largo; lobos del cáliz subiguales, orbiculares, 1–3 mm de largo; corola 4–25 mm de largo, amarilla, el labio inferior transversalmente elíptico, más largo a considerablemente más corto que el espolón. El fruto es una cápsula globosa, 2–3 mm de diámetro, lateralmente 2-valvada.

## Distribución
Tiene una amplia distribución geográfica ya que se encuentra en América (excepto Alaska), España, Palestina, la mayor parte de África, en Asia (incluyendo China y Japón), Nueva Guinea, Australia y Tasmania, y en Isla Norte de Nueva Zelanda.

## Taxonomía
Utricularia gibba fue descrita por Carlos Linneo y publicado en Species Plantarum 1: 18. 1753.
Etimología
Utricularia: nombre genérico que deriva de la palabra latina utriculus, lo que significa "pequeña botella o frasco de cuero".
gibba: epíteto latín que significa «jorobada», en referencia a la base inflada del labio inferior de la corola. 
Sinonimia
- Megozipa fornicata (Leconte) Raf.
- Megozipa integra (Leconte) Raf.
- Megozipa longirostris (Leconte ex Elliott) Raf.
- Plesisa bipartita (Elliott) Raf.
- Trilobulina crenata (Vahl) Raf.
- Trilobulina fibrosa (Walter) Raf.
- Utricularia alba Hoffmanns. & Link
- Utricularia ambigua A. DC.
- Utricularia amphibia Welw. ex Kamienski
- Utricularia anomala A. St.-Hil. & Girard
- Utricularia aphylla Ruiz & Pav.
- Utricularia bifidocalcar R.D.Good
- Utricularia biflora Roxb.
- Utricularia biflora Lam.
- Utricularia biflora Bonpl. ex A. DC.
- Utricularia bipartita Elliott
- Utricularia conferta Hassk.
- Utricularia crenata Vahl
- Utricularia diantha Roxb. ex Roem. & Schult.
- Utricularia diflora Roxb.
- Utricularia elegans Wall.
- Utricularia emarginata Benj.
- Utricularia exoleta R. Br.
- Utricularia exoleta var. lusitanica Kamienski
- Utricularia fibrosa Walter
- Utricularia fornicata Leconte
- Utricularia furcata Pers.
- Utricularia gayana A. DC.
- Utricularia gibba subsp. exoleta (R. Br.) P. Taylor
- Utricularia gibbosa Hill
- Utricularia gracilis Kunth
- Utricularia gracilis Lehm. ex Oliver
- Utricularia integra Leconte ex Elliott
- Utricularia integra Leconte
- Utricularia kalmaloensis A. Chev.
- Utricularia khasiana Joseph & Mani
- Utricularia longirostris Leconte ex Elliott
- Utricularia macrorhyncha Barnhart
- Utricularia nagurai Makino
- Utricularia natans Salzm.
- Utricularia natans var. rigida Salzm.
- Utricularia obtusa Sw.
- Utricularia pallens A. St.-Hil. & Girard
- Utricularia pallens var. natans Salzm.
- Utricularia parkeriana A. DC.
- Utricularia pauciflora Blume
- Utricularia pterosperma Edgew.
- Utricularia pumila Walter
- Utricularia riccioides A. Chev.
- Utricularia roxburghii Spreng.
- Utricularia saharunporensis Royle ex Oliv.
- Utricularia secunda Benj.
- Utricularia spirandra C. Wright ex Griseb.
- Utricularia tenuifolia Benj.
- Utricularia tenuis Cav.
- Utricularia tenuis var. poeppigii A. DC.
- Utricularia tinguiensis Merl ex Luetzelb.
- Utricularia tricrenata Baker ex Hiern
- Vesiculina gibba (L.) Raf.[6]